# Adradas
Adradas ist ein Ort und eine Gemeinde (municipio) mit 58 Einwohnern (Stand: 2024) in der spanischen Provinz Soria in der Autonomen Gemeinschaft Kastilien-León. Die Gemeinde liegt 16 Kilometer südöstlich von Almazán und ist über die Nationalstraße 111 zu erreichen.

## Gemeindegliederung
Neben dem Hauptort gehören zur heutigen Gemeinde noch die ehemaligen Gemeinden Ontalvilla de Almazán und Sauquillo del Campo. 

## Bevölkerungsentwicklung
| Jahr      | 1859 | 1900 | 1950 | 2000 | 2016 | 2019 |
| Einwohner | 201  | 362  | 360  | 45   | 48   | 69   |

## Sehenswürdigkeiten
- Pfarrkirche Santa Eulalia de Mérida, erbaut ab dem 12. Jahrhundert